# Renan Pollès
Renan Pollès est un chef-opérateur, réalisateur, écrivain et artiste contemporain français, né le 5 février 1943 à Paris et mort le 23 octobre 2019 à Paris.

## Biographie
Renan Pollès est le fils de l'écrivain et bibliophile Henri Pollès et de Paulette Bellour.
Après des études à l'Institut des hautes études cinématographiques (IDHEC) dont il sortit en 1965, il a tout de suite travaillé comme directeur de la photographie avec des réalisateurs de ce qui était à l'époque le cinéma underground français : Jacques Robiolles, Yvan Lagrange et Jean-Michel Barjol.
En 1971, il travaille avec Robert Lapoujade pour Le Sourire vertical avant de participer à la majeure partie du tournage de L'An 01 de Jacques Doillon.
À partir de 1978, il collabore souvent avec Michel Andrieu et Pascal Thomas.
En 1988, Renan Pollès allie son goût pour le cinéma et l'archéologie en réalisant Mythes & Mégalithes, qui sera suivi de plusieurs autres documentaires sur l'art et les mythes.
Il est en outre l'auteur de plusieurs articles d'archéologie, d'un essai (La Momie de Khéops à Hollywood), d'un roman et de deux recueils de nouvelles.
Renan Pollès travaille aussi comme artiste et a fait plusieurs expositions de photographies, de sculptures et de peintures.

## Filmographie

### Directeur de la photographie
- 1968 : La Peau dure de Jean-Michel Barjol.
- 1970 : Le Cochon de Jean-Michel Barjol et Jean Eustache
- 1971 : What a Flash ! de Jean-Michel Barjol.
- 1971 : Requiem pour un vampire de Jean Rollin.
- 1971 : Traité du rossignol de Jean Fléchet
- 1971 : Marie-Joseph et l'Empereur de Jean Michel Barjol.
- 1972 : Les Petits Enfants d'Attila de Jean-Pierre Bastid.
- 1972 : Le Sourire vertical de Robert Lapoujade.
- 1973 : Quelques larmes de sang d'Yvan Lagrange (moyen métrage)
- 1973 : L'An 01 de Jacques Doillon.
- 1974 : Dada au cœur de Claude Accursi.
- 1974 : L'Idole des jeunes d'Yvan Lagrange.
- 1975 : Le Jardin des Hespérides de Jacques Robiolles (Moyen métrage)
- 1975 : Paradise Hotel d'Yvan Lagrange.
- 1976 : L'Allée des signes  de Gisèle et Luc Meichler (Court métrage)
- 1977 : France, mère patrie  de Guy Barbero
- 1978 : Confidences pour confidences de Pascal Thomas
- 1978 : Bastien, Bastienne de Michel Andrieu
- 1979 : Chants de l'aube à la nuit d'Yvan Lagrange
- 1979 : La Fabrique de Pascal Thomas (moyen métrage)
- 1980 : Celles qu'on n'a pas eues de Pascal Thomas.
- 1980 : Ballade rock de Jean-Noël Delamarre
- 1980 : Deux "rocks frites" saignants de Jean-Noël Delamarre
- 1980 : Saloperie de rock n'roll de Jean-Noël Delamarre
- 1981 : La Forêt désenchantée de Jacques Robiolles. (Court métrage)
- 1981 : Mourir à trente ans de Romain Goupil
- 1982 : Un jeune homme rangé de Romain Goupil (téléfilm)
- 1983 : Le Voyage de Michel Andrieu
- 1983 : La Java des ombres de Romain Goupil
- 1984 : Le Montreur d'ours de Jean Fléchet
- 1984 : Shangaï Skipper de Michel Andrieu (TV)
- 1985 : Blessure de Michel Gérard
- 1987 : Les Pyramides bleues de Arielle Dombasle
- 1988 : Les Vagabonds de la Bastille de Michel Andrieu (TV)
- 1988 : Les Maris, les Femmes, les Amants de Pascal Thomas
- 1989 : Firing Squad de Michel Andrieu (téléfilm)
- 1990 : Maman de Romain Goupil
- 1990 : Largo Desolato d'Agnesca Holland (Télé film)
- 1990 : La Pagaille de Pascal Thomas
- 1991 ;  Wheep no mor my Lady de Michel Andrieu (Télé film)
- 1995 : L'Île aux loups de Michel Andrieu (Télé film)
- 1998 : Le Bon Coin (court métrage) de Jacques Richard
- 2001 : Le Journal d'un condamné à mort de Michel Andrieu (Télé film)
- 2003 : Elle critique tout ! de Alain Riou et Renan Pollès
- 2005 : Mon petit doigt m'a dit de Pascal Thomas
- 2006 : Tous les hommes sont des romans de Alain Riou et Renan Pollès
- 2006 : Le Grand Appartement de Pascal Thomas
- 2007 : Les Vacances de Clémence de Michel Andrieu (TV)
- 2007 : L'Heure zéro de Pascal Thomas
- 2007 : Cut ! (court métrage) de Alain Riou.
- 2008 : Le Commissariat de Michel Andrieu (Téléfilm)
- 2008 : Le crime est notre affaire de Pascal Thomas
- 2010 : Ensemble, nous allons vivre une très, très grande histoire d'amour... de Pascal Thomas
- 2010 : Quartier Latin de Michel Andrieu (TV)
- 2012 : Associés contre le crime de Pascal Thomas

### Réalisateur
- 1965 : Univermag II (documentaire)
- 1968 : Le Maître de Monde. Court métrage. Sélectionné au Festival de Tours.
- 1968 : Comité d'action 13e (documentaire)
- 1984 : Gavrinis (documentaire)
- 1988 : Mythes et Mégalithes - documentaire (Grand prix du jury festival du film archéologique de Paris 1989 - 1er prix festival de Bordeaux - Prix Armen festival de Douarnenez).
- 1990 : Francis Haskell, questions de goût (documentaire)
- 1994 : Egyptomania (documentaire)
- 1997 : Il était une fois l'Atlantide (documentaire)
- 1998 : Les supports de l'écrit (documentaire)
- 1999 : Les écrans du savoir au Bahreïn - TV
- 2000 : Maurice Limat, l'homme aux millions de mots (documentaire)
- 2000 : Y a-t-il un bug dans l'avion ? (documentaire) - Coréalisateur : Gaël Pollès
- 2000 : Un rêve américain (documentaire)
- 2001 : Pop art & Co (documentaire)
- 2003 : Elle critique tout ! - Coréalisateur : Alain Riou
- 2007 : Tous les hommes sont des romans - Coréalisateur : Alain Riou

### Acteur
- 1971 : "Marie-Joseph et l'Empereur".  Réal: Jean Michel Barjol.
- 1972 : Les Petits Enfants d'Attila de Jean-Pierre Bastid. (non crédité)

## Publications
- « Les vases à bord perforé du Néolithique final armoricain », Bull. Soc. préhist. Fr., t. 82/7, 1985, p. 216-224
- « Le Tumulus de Renongar en Plovan, Finistère », Revue archéologique de l’Ouest, 1993
- « Mythes et mégalithes au XIXe siècle », ArMen, septembre 1997
- La Momie de Khéops à Hollywood, Les Éditions de l'amateur, 2001
- Alice, Lewis, Holmes et le Chien des Baskerville (roman), 2012
- Le Gouffre et autres nouvelles, 2012
- "La femme de bois et autres nouvelles". 2013
- "Exit" roman - A paraitre 2020

## Expositions
Cinéaste et archéologue de formation, Renan Pollès ne cesse d'entremêler les disciplines à travers ses œuvres : photos, sculptures ou peintures reprennent, déforment et anticipent les grands symboles de la civilisation occidentale. Renan Pollès se définit comme un « Art-chéologue ».
- 1990 - Les crimes de la chambre noire - Le Palace - Paris
- 2002 - Coca-Collapse - Ozio - Paris
- 2003 - [Sans titre], Galerie R.A.M - Paris
- 2004 - Lost Paradise - artiste invité par Chayan Khoï - Paris
- 2004 - Viaduc des arts exposition avec Jean-François Buisson - Paris
- 2004 - Fusion - exposition collective - Galerie Nathalie - Saint Tropez.
- 2005 - Erotic@ - Galerie R.A.M - Paris
- 2007 - Peintures sur toile - Galerie R.A.M - Paris
- 2010 - "Avant-Après" - Rétrospective chez Iris.
- 2010 - Exposition SHOW OFF 2010. Boucaud Fine Arts.
- 2012 - "Last Exhibition" Galerie Collectie.
- 2013 - "Vanitas Vanitatum" Galerie Collectie.
- 2014 -  Exposition Ruines de verre. Atelier Chayan Khoï 12 au 14 juin
- 2014 -   Exposition de photographies Tribus d'Afrique du 16 octobre au 21 novembre.
- 2015 -  Exposition  21 Objets, 11 tableaux, 5 peintures. Galerie La Ville à des Arts., 7 au 13 septembre.